# Aliança Progressista
A Aliança Progressista (em inglês: Progressive Alliance) é uma aliança de partidos sociais-democratas, grande parte dos quais, antigos membros da Internacional Socialista, fundada a 22 de Maio de 2013.

## História
O primeiro passo para a criação da Aliança Progressista deu-se quando o líder do Partido Social-Democrata da Alemanha (SPD, na sigla em alemão), Sigmar Gabriel, decidiu não pagar a quota anual do partido para a Internacional Socialista. O líder justificou tal decisão invocando o seu descontentamento com o fato de a Internacional Socialista ter e continuar a aceitar partidos que não respeitavam valores democráticos dentro da organização.
O segundo passo foi uma conferência internacional realizada em Roma, na Itália, a Dezembro de 2012, que juntou vários partidos de todo o mundo, em especial, o SPD, o Partido Socialista (França), o Partido Democrático (Itália), o Partido Democrata, o PASOK, o Congresso Nacional Indiano e o Partido dos Trabalhadores (Brasil)..
A criação oficial da Aliança Progressista foi a 22 de Maio de 2013, numa conferência na cidade alemã de Leipzig, que também serviu para comemorar os 150 anos da Associação Geral dos Trabalhadores Alemães, antecessor do SPD.. A conferência contou com, cerca de, representantes de, cerca, 70 partidos de todo o mundo 
A aliança definiu, como objetivo, criar uma frente mundial que unisse todos os partidos progressistas, sociais-democratas, socialistas e trabalhistas.

## Participantes

### Partidos[11]
| País                           | Partido                                                                   | Partido                               |
| ------------------------------ | ------------------------------------------------------------------------- | ------------------------------------- |
| Alemanha                       | Partido Social-Democrata da Alemanha                                      | SPD                                   |
| Argélia                        | Frente das Forças Socialistas                                             | FFS                                   |
| Argentina                      | Geração para um Encontro Nacional                                         | GEN                                   |
| Argentina                      | Partido Socialista                                                        | PS                                    |
| Austrália                      | Partido Trabalhista Australiano                                           | ALP                                   |
| Áustria                        | Partido Social-Democrata da Áustria                                       | SPÖ                                   |
| Bahrein                        | Sociedade Nacional de Ação Democrática Trabalhista                        | NDAS                                  |
| Bélgica                        | Partido Socialista                                                        | PS                                    |
| Bélgica                        | Partido Socialista - Diferente                                            | sp.a                                  |
| Benim                          | Os Democratas                                                             | LD                                    |
| Bielorrússia                   | Partido Social-Democrata Bielorrusso                                      | Hramada                               |
| Bolívia                        | Movimento para o Socialismo                                               | MAS                                   |
| Bósnia e Herzegovina           | Partido Social Democrata da Bósnia e Herzegovina                          | SDP                                   |
| Brasil                         | Partido dos Trabalhadores                                                 | PT                                    |
| Brasil                         | Partido Socialista Brasileiro                                             | PSB                                   |
| Bulgária                       | Partido Socialista Búlgaro                                                | BSP                                   |
| Burquina Fasso                 | Movimento Popular pelo Progresso                                          | MPP                                   |
| Camarões                       | Frente Social-Democrata                                                   | SDF                                   |
| Canadá                         | Novo Partido Democrático                                                  | NDP                                   |
| Chéquia                        | Social Democracia                                                         | SOCDEM                                |
| Chile                          | Partido Socialista do Chile                                               | PS                                    |
| Chile                          | Partido pela Democracia                                                   | PPD                                   |
| Chipre                         | Movimento pela Social-Democracia                                          | EDEK                                  |
| Chipre                         | Partido Democrata                                                         | DIKO                                  |
| Chipre do Norte                | Partido Republicano Turco                                                 | CTP                                   |
| Congo-Brazzaville              | Convergência dos Cidadãos                                                 | CC                                    |
| Coreia do Sul                  | Partido da Justiça                                                        | JP                                    |
| Costa do Marfim                | União pela Democracia e Desenvolvimento                                   | CAP-UDD                               |
| Costa do Marfim                | Liberdade e Democracia para a República                                   | LIDER                                 |
| Costa Rica                     | Partido da Ação Cívica                                                    | PAC                                   |
| Croácia                        | Partido Social-Democrata da Croácia                                       | SDP                                   |
| Dinamarca                      | Partido Social-Democrata                                                  | Partido Social-Democrata              |
| Egito                          | Partido Social-Democrata Egípcio                                          | ESDP                                  |
| Eritreia                       | Frente Democrática Popular da Eritreia                                    | EPDF                                  |
| Eslováquia                     | Direção - Social-Democracia                                               | Smer-SD                               |
| Eslovênia                      | Social-Democratas                                                         | SD                                    |
| Espanha                        | Partido Socialista Operário Espanhol                                      | PSOE                                  |
| Essuatíni                      | Movimento Popular Democrático Unido                                       | PUDEMO                                |
| Essuatíni                      | Partido Democrático Suázi                                                 | SWADEPA                               |
| Estados Unidos                 | Partido Democrata                                                         | D                                     |
| Filipinas                      | Partido Ação dos Cidadãos Akbayan                                         | Akbayan                               |
| Finlândia                      | Partido Social-Democrata da Finlândia                                     | SDP                                   |
| França                         | Partido Socialista                                                        | PS                                    |
| Gana                           | Congresso Nacional Democrático                                            | NDC                                   |
| Geórgia                        | Sonho Georgiano - Geórgia Democrática                                     | Sonho Georgiano - Geórgia Democrática |
| Granada                        | Congresso Nacional Democrático                                            | NDC                                   |
| Grécia                         | Movimento Socialista Pan-helénico                                         | PASOK                                 |
| Guiné                          | Assembleia do Povo da Guiné                                               | RPG                                   |
| Guiné Equatorial               | Convergência pela Democracia Social                                       | CPDS                                  |
| Hungria                        | Partido Socialista Húngaro                                                | MSzP                                  |
| Iêmen                          | Partido Socialista Iemenita                                               | YSP                                   |
| Ilhas Maurícias                | Movimento Militante Mauriciano                                            | MMM                                   |
| Índia                          | Congresso Nacional Indiano                                                | INC                                   |
| Índia                          | Partido Samajwadi                                                         | SP                                    |
| Indonésia                      | Partido Nacional Democrático                                              | NasDem                                |
| Indonésia                      | Partido Democrático Indonésio - Luta                                      | PDI-P                                 |
| Irão                           | Partido Democrático do Curdistão Iraniano                                 | PDKI                                  |
| Irão                           | Partido Komala do Curdistão Iraniano                                      | KPIK                                  |
| Iraque                         | União Patriótica do Curdistão                                             | PUK                                   |
| Iraque                         | Partido Socialista Democrático do Curdistão                               | KSDP                                  |
| Irlanda                        | Partido Trabalhista                                                       | Partido Trabalhista                   |
| Israel                         | Os Democratas                                                             | HaDemokratim                          |
| Itália                         | Partido Democrático                                                       | PD                                    |
| Jordânia                       | Partido Social-Democrata Jordano                                          | KPK                                   |
| Kosovo                         | Vetëvendosje                                                              | LVV                                   |
| Letônia                        | Partido Social-Democrata "Harmonia"                                       | SDPS                                  |
| Líbano                         | Partido Socialista Progressista                                           | PSP                                   |
| Lituânia                       | Partido Social Democrata da Lituânia                                      | LSDP                                  |
| Luxemburgo                     | Partido Operário Socialista do Luxemburgo                                 | LSAP                                  |
| Macedônia do Norte             | União Social-Democrata da Macedónia                                       | SDSM                                  |
| Malásia                        | Partido da Ação Democrática                                               | DAP                                   |
| Marrocos                       | União Socialista das Forças Populares                                     | USFP                                  |
| Mauritânia                     | União da Forças Democráticas                                              | RFD                                   |
| México                         | Partido da Revolução Democrática                                          | PRD                                   |
| México                         | Movimento Cívico                                                          | MC                                    |
| Moldávia                       | Partido Democrático da Moldávia                                           | PDM                                   |
| Mongólia                       | Partido Popular da Mongólia                                               | MPP                                   |
| Montenegro                     | Partido Social-Democrata de Montenegro                                    | SDP                                   |
| Montenegro                     | Partido Democrático dos Socialistas de Montenegro                         | DPS                                   |
| Myanmar                        | Partido Democrático por uma Nova Sociedade                                | DPNS                                  |
| Nepal                          | Congresso Nepalês                                                         | NC                                    |
| Nicarágua                      | Movimento Renovador Sandinista                                            | MRS                                   |
| Níger                          | Partido Nigerino pela Democracia e Socialismo                             | PNDS                                  |
| Noruega                        | Partido Trabalhista                                                       | Ap                                    |
| Nova Zelândia                  | Partido Trabalhista                                                       | NZLP                                  |
| Países Baixos                  | Partido do Trabalho                                                       | PvdA                                  |
| Palestina                      | Fatah                                                                     | Fatah                                 |
| Palestina                      | Iniciativa Nacional Palestina                                             | PNI                                   |
| Paraguai                       | Partido País Solidário                                                    | PPS                                   |
| Polónia                        | Aliança da Esquerda Democrática                                           | SLD                                   |
| Portugal                       | Partido Socialista                                                        | PS                                    |
| Quênia                         | Partido Trabalhista do Quénia                                             | KLP                                   |
| Quirguistão                    | Social-democratas                                                         | SDK                                   |
| Reino Unido                    | Partido Trabalhista                                                       | Partido Trabalhista                   |
| República Centro-Africana      | Movimento para a Libertação do Povo Centro-Africano                       | MLPC                                  |
| República Democrática do Congo | União pela Democracia e Progresso Social                                  | UDPS                                  |
| República Dominicana           | Partido Revolucionário Moderno                                            | PRM                                   |
| Roménia                        | Partido Social-Democrata                                                  | PSD                                   |
| Saara Ocidental                | Frente Polisário                                                          | Frente Polisário                      |
| Santa Lúcia                    | Partido Trabalhista de Santa Lúcia                                        | SLP                                   |
| São Tomé e Príncipe            | Movimento de Libertação de São Tomé e Príncipe – Partido Social Democrata | MLSTP-PSD                             |
| Senegal                        | Partido Socialista do Senegal                                             | PS                                    |
| Sérvia                         | Partido Democrático                                                       | DS                                    |
| Síria                          | Partido Popular Democrático Sírio                                         | Partido Popular Democrático Sírio     |
| Suécia                         | Partido Social Democrata                                                  | SAP                                   |
| Suíça                          | Partido Social Democrata da Suíça                                         | SP                                    |
| Tailândia                      | Partido Popular                                                           | PPLE                                  |
| Tanzânia                       | Partido da Revolução                                                      | CCM                                   |
| Timor-Leste                    | Frente Revolucionária de Timor-Leste Independente                         | FRETILIN                              |
| Tunísia                        | Fórum Democrático pelo Trabalho e Liberdades                              | Ettakol                               |
| Turquia                        | Partido Republicano do Povo                                               | CHP                                   |
| Turquia                        | Yeşil Sol Parti                                                           | DEM                                   |
| Uruguai                        | Partido Socialista do Uruguai                                             | PSU                                   |
| Venezuela                      | Movimento ao Socialismo                                                   | MAS                                   |
| Zimbabwe                       | Movimento para a Mudança Democrática                                      | MDC                                   |